# Trälsjön, Småland
Trälsjön är en sjö i Gislaveds kommun i Småland och ingår i Lagans huvudavrinningsområde. Sjön har en area på 0,107 kvadratkilometer och ligger 153,2 meter över havet. Sjön avvattnas av vattendraget Viskeån.

## Delavrinningsområde
Trälsjön ingår i det delavrinningsområde (634041-136920) som SMHI kallar för Ovan 634009-136945. Medelhöjden är 168 meter över havet och ytan är 24,89 kvadratkilometer. Det finns inga delavrinningsområden uppströms utan avrinningsområdet är högsta punkten. Viskeån som avvattnar avrinningsområdet har biflödesordning 4, vilket innebär att vattnet flödar genom totalt 4 vattendrag innan det når havet efter 155 kilometer. Delavrinningsområdet består mestadels av skog (59 %) och sankmarker (19 %). Avrinningsområdet har 0,54 kvadratkilometer vattenytor vilket ger det en sjöprocent på 2,1 %.